# Groot-Brittannië op de Olympische Zomerspelen 1912
Het Verenigd Koninkrijk van Groot-Brittannië en Ierland nam als Groot-Brittannië deel aan de Olympische Zomerspelen 1912 in Stockholm, Zweden. De atleten wonnen 10 keer goud en 41 medailles in totaal. Hiermee eindigden ze op de derde plaats in het medailleklassement.

## Medailleoverzicht
| Sport          | Olympiër | Discipline                    | Medaille |
| -------------- | --- | ----------------------------- | -------- |
| Atletiek       | Arnold Jackson | 1500m (m)                     | Goud     |
| Atletiek       | David Jacobs Henry Macintosh Victor d'Arcy William Applegarth | 4x100m (m)                    | Goud     |
| Roeien         | William Kinnear | skiff (m)                     | Goud     |
| Roeien         | Edgar Burgess Sidney Swann Leslie Wormald Ewart Horsfall James Angus Gillan Arthur Garton Alister Kirby Philip Fleming Henry Wells | acht (m)                      | Goud     |
| Schietsport    | William Pimm Edward Lessimore Joseph Pepe Robert Murray | 50m geweer team (m)           | Goud     |
| Tennis         | Edith Hannam | enkelspel indoor (v)          | Goud     |
| Tennis         | Edith Hannam Charles Dixon | dubbelspel gemengd indoor (v) | Goud     |
| Voetbal        | Arthur Berry Henry Littlewort Ronald Brebner Douglas McWhirter Thomas Burn Ivan Sharpe Joseph Dines Harold Stamper Ted Hanney Harold Walden Gordon Hoare Vivian Woodward Arthur Knight Gordon Wright | mannen                        | Goud     |
| Waterpolo      | Charles Sydney Smith George Cornet George Wilkinson Charles Bugbee Arthur Edwin Hill Paul Radmilovic Isaac Bentham | mannen                        | Goud     |
| Zwemmen        | Belle Moore Jennie Fletcher Annie Speirs Irene Steer | 4x100m vrije slag (v)         | Goud     |
| Atletiek       | Ernest Webb | 10km snelwandelen (m)         | Zilver   |
| Roeien         | Julius Beresford Karl Vernon Charles Rought Herbert Logan Geoffrey Carr | vier-met (m)                  | Zilver   |
| Roeien         | William Fison William Parker Thomas Gillespie Beaufort Burdekin Frederick Pitman Arthur Wiggins Charles Littlejohn Robert Bourne John Walker | acht (m)                      | Zilver   |
| Schermen       | Edgar Amphlett John Blake Percival Davson Arthur Everitt Martin Holt Sydney Martineau Robert Montgomerie Edgar Seligman | degen team (m)                | Zilver   |
| Schietsport    | William Milne | 50m geweer liggend (m)        | Zilver   |
| Schietsport    | William Pimm Joseph Pepe William Milne William Styles | 25m geweer team (m)           | Zilver   |
| Schietsport    | Harcourt Ommundsen Henry Burr Edward Skilton James Reid Edward Parnell Arthur Fulton | militair geweer team (m)      | Zilver   |
| Schietsport    | John Butt William Grosvenor Harry Humby Alexander Maunder Charles Palmer George Whitaker | trap team (m)                 | Zilver   |
| Tennis         | Charles Dixon | enkelspel indoor (m)          | Zilver   |
| Tennis         | Helen Aitchison Herbert Barrett | dubbelspel gemengd indoor (v) | Zilver   |
| Touwtrekken    | Walter Chaffe Edwin Mills Joseph Dowler Alexander Munro Frederick Humphreys John Sewell Mathias Hynes John Shepherd | mannen                        | Zilver   |
| Wielersport    | Frederick Grubb | tijdrit (m)                   | Zilver   |
| Wielersport    | Frederick Grubb Leonard Meredith Charles Moss William Hammond | ploegentijdrit (m)            | Zilver   |
| Zwemmen        | John Hatfield | 400m vrije slag (m)           | Zilver   |
| Zwemmen        | John Hatfield | 1500m vrije slag (m)          | Zilver   |
| Atletiek       | William Applegarth | 200m (m)                      | Brons    |
| Atletiek       | George Hutson | 5000m (m)                     | Brons    |
| Atletiek       | Cyril Seedhouse George Nicol Ernest Henley James Soutter | 4x400m (m)                    | Brons    |
| Atletiek       | William Cottrill George Hutson Cyril Porter Edward Owen Frank Moore | 3000m team (m)                | Brons    |
| Atletiek       | Frederick Hibbins Ernest Glover Frederick Humphreys | veldlopen team (m)            | Brons    |
| Schoonspringen | Isabella White | 10m toren (v)                 | Brons    |
| Schietsport    | Harold Burt | 50m geweer liggend (m)        | Brons    |
| Schietsport    | Charles Stewart | 50m pistool (m)               | Brons    |
| Schietsport    | Hugh Durant Albert Kempster Charles Stewart Horatio Poulter | 30m militair pistool team (m) | Brons    |
| Schietsport    | Horatio Poulter Hugh Durant Albert Kempster Charles Stewart | 50m militair pistool team (m) | Brons    |
| Tennis         | Mabel Parton | enkelspel indoor (v)          | Brons    |
| Tennis         | Alfred Beamish Charles Dixon | dubbelspel indoor (m)         | Brons    |
| Turnen         | Albert Betts Charles Luck George Ross William Cowhig William MacKune Charles Simmons Sidney Cross Ronald McLean Arthur Southern Harry Dickason Alfred Messenger William Titt Herbert Drury Henry Oberholzer Charles Vigurs Bernard Franklin Edward Pepper Samuel Walker Leonard Hanson Edward Potts John Whitaker Samuel Hodgetts Reginald Potts | team (m)                      | Brons    |
| Zwemmen        | Percy Courtman | 400m schoolslag (m)           | Brons    |
| Zwemmen        | Jennie Fletcher | 100m vrije slag (v)           | Brons    |

## Deelnemers en resultaten

### Atletiek
| Olympiër                                                              | Discipline              | Resultaat    | Prestatie                                                                |
| --------------------------------------------------------------------- | ----------------------- | ------------ | ------------------------------------------------------------------------ |
| Arthur Anderson                                                       | 100m (m)                | halve finale | serie 14: 1ste in 11,0 halve finale 6: 5de                               |
| Willie Applegarth                                                     | 100m (m)                | halve finale | serie 16: 2de halve finale 5: 2de                                        |
| James Barker                                                          | 100m (m)                | DNF          | serie 15: niet gefinisht                                                 |
| Henry Blakeney                                                        | 100m (m)                | series       | serie 3: 4de                                                             |
| Victor d'Arcy                                                         | 100m (m)                | halve finale | serie 5: 1ste in 11,2 halve finale 5: 5de                                |
| Robert Duncan                                                         | 100m (m)                | series       | serie 9: 3de                                                             |
| David Jacobs                                                          | 100m (m)                | halve finale | serie 10: 1ste in 10,8 (OR) halve finale 3: 2de                          |
| Henry Macintosh                                                       | 100m (m)                | series       | serie 11: 3de                                                            |
| Duncan Macmillan                                                      | 100m (m)                | series       | serie 12: 5de                                                            |
| Richard Rice                                                          | 100m (m)                | halve finale | serie 4: 1ste in 11,4 halve finale 2: 3de                                |
| Arthur Anderson                                                       | 200m (m)                | DNF          | serie 6: 2de halve finale 1: niet gefinisht                              |
| Willie Applegarth                                                     | 200m (m)                | Brons        | serie 5: 1ste in 24,7 halve finale 2: 1ste in 21,9 finale: 3de in 22,0   |
| Victor d'Arcy                                                         | 200m (m)                | halve finale | serie 10: 2de in 22,9 halve finale 6: 2de                                |
| Robert Duncan                                                         | 200m (m)                | DNF          | serie 12: 2de halve finale 6: niet gefinisht                             |
| Ernest Haley                                                          | 200m (m)                | series       | serie 11: 4de                                                            |
| David Jacobs                                                          | 200m (m)                | halve finale | serie 17: 1ste in 23,2 halve finale 1: 2de                               |
| Henry Macintosh                                                       | 200m (m)                | halve finale | serie 16: 2de halve finale 3: 2de                                        |
| Duncan Macmillan                                                      | 200m (m)                | halve finale | serie 3: 2de halve finale 4: 5de                                         |
| Richard Rice                                                          | 200m (m)                | DNF          | serie 2: 2de in 23,0 halve finale 5: niet gefinisht                      |
| Cyril Seedhouse                                                       | 200m (m)                | halve finale | serie 13: 2de halve finale 2: 3de                                        |
| Joseph Wells                                                          | 200m (m)                | series       | serie 7: 3de                                                             |
| Ernest Haley                                                          | 400m (m)                | DNF          | serie 2: 1ste in 1.06,6 halve finale 4: niet gefinisht                   |
| Ernest Henley                                                         | 400m (m)                | halve finale | serie 11: 2de halve finale 3: 6de                                        |
| George Nicol                                                          | 400m (m)                | halve finale | serie 12: 1ste in 50,0 halve finale 1: 3de                               |
| Alan Patterson                                                        | 400m (m)                | series       | serie 15: 4de                                                            |
| Cyril Seedhouse                                                       | 400m (m)                | DNF          | serie 14: 1ste in 51,5 halve finale 2: niet gefinisht                    |
| James Soutter                                                         | 400m (m)                | halve finale | serie 10: 2de halve finale 5: 3de                                        |
| Joseph Wells                                                          | 400m (m)                | DNF          | serie 13: 2de in 1.01,2 halve finale 2: niet gefinisht                   |
| Robert Burton                                                         | 800m (m)                | DNF          | serie 4: niet gefinisht                                                  |
| Ernest Henley                                                         | 800m (m)                | halve finale | serie 9: 1ste in 1.57,6 halve finale 2: 6-9de                            |
| Frederick Hulford                                                     | 800m (m)                | DNF          | serie 5: 2de halve finale 1: niet gefinisht                              |
| Percy Mann                                                            | 800m (m)                | halve finale | serie 2: 1ste in 1.56,0 halve finale 1: 6de                              |
| Philip Noel-Baker                                                     | 800m (m)                | DNF          | serie 5: niet gefinisht                                                  |
| Alan Patterson                                                        | 800m (m)                | DNF          | serie 8: niet gefinisht                                                  |
| James Soutter                                                         | 800m (m)                | DNF          | serie 7: 1ste in 2.00,4 halve finale 1: niet gefinisht                   |
| Richard Yorke                                                         | 800m (m)                | series       | serie 6: 3de                                                             |
| Joe Cottrill                                                          | 1500m (m)               | series       | serie 7: 3de                                                             |
| Albert Hare                                                           | 1500m (m)               | series       | serie 1: 3de in 4.39,4                                                   |
| Frederick Hulford                                                     | 1500m (m)               | series       | serie 6: 5-6de                                                           |
| Arnold Jackson                                                        | 1500m (m)               | Goud         | serie 4: 1ste in 4.10,8 finale: 1ste in 3.56,8 (OR)                      |
| William Moore                                                         | 1500m (m)               | series       | serie 6: 3de in 4.11,2                                                   |
| Philip Noel-Baker                                                     | 1500m (m)               | 6e           | serie 2: 2de in 4.26,0 finale: 6de in 4.01,0                             |
| Edward Owen                                                           | 1500m (m)               | DNF          | serie 3: niet gefinisht                                                  |
| Charles Ruffell                                                       | 1500m (m)               | DNF          | serie 5: niet gefinisht                                                  |
| Richard Yorke                                                         | 1500m (m)               | series       | serie 5: 4de                                                             |
| Ernest Glover                                                         | 5000m (m)               | DNF          | serie 3: 2de in 16.09,1 finale: niet gestart                             |
| Frederick Hibbins                                                     | 5000m (m)               | 8-11e        | serie 1: 3de in 15.27,6 finale: 8-11de                                   |
| George Hutson                                                         | 5000m (m)               | Brons        | serie 2: 3de in 15.29,0 finale: 3de in 15.07,6                           |
| George Lee                                                            | 5000m (m)               | series       | serie 4: 4de                                                             |
| Cyril Porter                                                          | 5000m (m)               | 8-11e        | serie 3: 3de in 16.23,4 finale: 8-11de                                   |
| Charles Ruffell                                                       | 5000m (m)               | DNF          | serie 2: niet gefinisht                                                  |
| Arnold Treble                                                         | 5000m (m)               | DNF          | serie 5: niet gefinisht                                                  |
| Ernest Glover                                                         | 10000m (m)              | DNF          | serie 1: 5de in 35.12,2 finale: niet gestart                             |
| Frederick Hibbins                                                     | 10000m (m)              | DNF          | serie 2: niet gefinisht                                                  |
| Thomas Humphreys                                                      | 10000m (m)              | DNF          | serie 2: niet gefinisht                                                  |
| George Lee                                                            | 10000m (m)              | DNF          | serie 1: niet gefinisht                                                  |
| Charles Ruffell                                                       | 10000m (m)              | DNF          | serie 1: niet gefinisht                                                  |
| William Scott                                                         | 10000m (m)              | DNF          | serie 3: 2de in 32.55,2 finale: niet gefinisht                           |
| George Wallach                                                        | 10000m (m)              | DNF          | serie 3: niet gefinisht                                                  |
| Gerard Anderson                                                       | 110m horden (m)         | DNF          | serie 2: 2de in 18,6 finale: niet gestart halve finale 4: niet gefinisht |
| Henry Blakeney                                                        | 110m horden (m)         | halve finale | serie 7: 2de in 17,4 halve finale 5: 3de                                 |
| Kenneth Powell                                                        | 110m horden (m)         | 5e           | serie 11: 1ste in 15,6 halve finale 1: 1ste in 15,6 finale: 5de in 15,5  |
| Willie Applegarth Victor d'Arcy David Jacobs Henry Macintosh          | 4x100m (m)              | Goud         | serie 3: 1ste in 45,0 halve finale 1: 1ste in 43,0 finale: 1ste in 42,4  |
| Ernest Henley George Nicol Cyril Seedhouse James Soutter              | 4x400m (m)              | Brons        | serie 1: 1ste in 3.19,0 (OR) finale: 3de in 3.23,2                       |
| William Cottrill George Hutson William Moore Edward Owen Cyril Porter | 3000m team (m)          | Brons        | serie 3: 1ste met 6 punten finale: 3de met 23 punten                     |
| Henry Barrett                                                         | marathon (m)            | DNF          | niet gefinisht                                                           |
| James Beale                                                           | marathon (m)            | DNF          | niet gefinisht                                                           |
| Septimus Francom                                                      | marathon (m)            | DNF          | niet gefinisht                                                           |
| Harry Green                                                           | marathon (m)            | 14e          | 2:52.11,4                                                                |
| Tim Kellaway                                                          | marathon (m)            | DNF          | niet gefinisht                                                           |
| Edgar Lloyd                                                           | marathon (m)            | 25e          | 3:09.25,0                                                                |
| Frederick Lord                                                        | marathon (m)            | 21e          | 3:01.39,2                                                                |
| Arthur Townsend                                                       | marathon (m)            | 19e          | 3:00.05,0                                                                |
| Robert Bridge                                                         | 10km snelwandelen (m)   | DSQ          | serie 2: gediskwalificeerd                                               |
| Thomas Dumbill                                                        | 10km snelwandelen (m)   | DSQ          | serie 2: 3de in 50.57,6 finale: gediskwalificeerd                        |
| William Palmer                                                        | 10km snelwandelen (m)   | DNF          | serie 1: 5de in 51.21,0 finale: niet gefinisht                           |
| Ernest Webb                                                           | 10km snelwandelen (m)   | Zilver       | serie 1: 1ste in 47.25,4 finale: 2de in 46.50,4                          |
| William Yates                                                         | 10km snelwandelen (m)   | DSQ          | serie 2: 1ste in 49.43,6 finale: gediskwalificeerd                       |
| Sidney Abrahams                                                       | verspringen (m)         | 12e          | kwalificatie groep B: 5de met 6,72m                                      |
| Henry Ashington                                                       | verspringen (m)         | 10e          | kwalificatie groep B: 3de met 6,78m                                      |
| Philip Kingsford                                                      | verspringen (m)         | 15e          | kwalificatie groep C: 4de met 6,65m                                      |
| Henry Ashington                                                       | staand verspringen (m)  | 14e          | kwalificatie groep C: 4de met 3,02m                                      |
| Philip Kingsford                                                      | staand verspringen (m)  | 19e          | kwalificatie groep D: 6de met 2,75m                                      |
| Timothy Carroll                                                       | hink-stap-springen (m)  | 19e          | kwalificatie groep A: 5de met 12,56m                                     |
| Benjamin Howard Baker                                                 | hoogspringen (m)        | 11e          | kwalificatie groep A: 1ste met 1,83m finale: 11de met 1,75m              |
| Timothy Carroll                                                       | hoogspringen (m)        | 9e           | kwalificatie groep A: 1ste met 1,83m finale: 9de met 1,80m               |
| Thomas O'Donahue                                                      | hoogspringen (m)        | 23e          | kwalificatie groep A: 7de met 1,70m                                      |
| Benjamin Howard Baker                                                 | staand hoogspringen (m) | 16e          | kwalificatie groep A: 5de met 1,35m                                      |
| Patrick Quinn                                                         | kogelstoten (m)         | 8e           | kwalificatie groep A: 4de met 12,53m                                     |
| Walter Henderson                                                      | discuswerpen (m)        | 32e          | kwalificatie groep E: 7de met 33,61m                                     |
| Denis Carey                                                           | kogelslingeren (m)      | 32e          | kwalificatie groep A: 4de met 43,78m                                     |
| Joe Cottrill                                                          | veldlopen (m)           | DNF          | niet gefinisht                                                           |
| Ernest Glover                                                         | veldlopen (m)           | 16e          | 49.53,7                                                                  |
| Frederick Hibbins                                                     | veldlopen (m)           | 15e          | 49.18,2                                                                  |
| Thomas Humphreys                                                      | veldlopen (m)           | 18e          | 50.28,0                                                                  |
| William Scott                                                         | veldlopen (m)           | DNF          | niet gefinisht                                                           |
| Ernest Glover Frederick Hibbins Thomas Humphreys                      | veldlopen team (m)      | Brons        | 49 punten                                                                |

### Moderne vijfkamp
| Olympiër        | Discipline | Resultaat | Prestatie |
| --------------- | ---------- | --------- | --------- |
| Ralph Clilverd  | mannen     | 9e        | 63 punten |
| Hugh Durant     | mannen     | 18e       | 78 punten |
| Douglas Godfree | mannen     | 9e        | 63 punten |

### Paardensport
| Olympiër                                                      | Discipline  | Resultaat | Prestatie      |
| Eventing                                                      | Eventing    | Eventing  | Eventing       |
| ------------------------------------------------------------- | ----------- | --------- | -------------- |
| Paul Kenna                                                    | individueel | DNF       | niet gefinisht |
| Bryan Lawrence                                                | individueel | DNF       | niet gefinisht |
| Edward Radcliffe-Nash                                         | individueel | DNF       | niet gefinisht |
| Herbert Scott                                                 | individueel | DNF       | niet gefinisht |
| Paul Kenna Bryan Lawrence Edward Radcliffe-Nash Herbert Scott | team        | DNF       | niet gefinisht |
| Springconcours                                                |             |           |                |
| Paul Kenna                                                    | individueel | 27e       | 28 strafpunten |
| Edward Radcliffe-Nash                                         | individueel | 29e       | 37 strafpunten |
| Herbert Scott                                                 | individueel | 4e        | 6 strafpunten  |

### Roeien
| Olympiër | Discipline   | Resultaat | Prestatie                                                                                                   |
| --- | ------------ | --------- | --- |
| William Kinnear | skiff (m)    | Goud      | serie 4: 1ste in 7.44,0 kwartfinale 3: 1ste in 7.49,9 halve finale 2: 1ste in 7.37,0 finale: 1ste in 7.47,3 |
| Julius Beresford Karl Vernon Charles Rought Herbert Logan Geoffrey Carr                                                                      | vier-met (m) | Zilver    | serie 7: 1ste in 7.27,0 kwartfinale 2: 1ste in 7.14,5 halve finale 2: 1ste in 7.04,8 finale: 2de            |
| William Fison William Parker Thomas Gillespie Beaufort Burdekin Frederick Pitman Arthur Wiggins Charles Littlejohn Robert Bourne John Walker | acht (m)     | Zilver    | serie 4: 1ste in 6.42,5 kwartfinale 1: 1ste in 6.19,0 halve finale 1: 1ste in 7.47,0 finale: 2de in 6.19,2  |
| Edgar Burgess Sidney Swann Leslie Wormald Ewart Horsfall James Angus Gillan Arthur Garton Alister Kirby Philip Fleming Henry Wells           | acht (m)     | Goud      | serie 5: 1ste in 6.22,2 kwartfinale 3: 1ste in 6.10,2 halve finale 2: 1ste in 6.16,2 finale: 1ste in 6.15,7 |

### Schermen
| Olympiër | Discipline     | Resultaat    | Prestatie |
| --- | -------------- | ------------ | --- |
| Gordon Alexander | degen (m)      | 1ste ronde   | 1ste ronde groep A: 7de met 6 nederlagen |
| Gerald Ames | degen (m)      | 10e          | 1ste ronde groep P: 2de met 2 nederlagen kwartfinale E: 2de met 2 nederlagen halve finale B: 4de met 3 nederlagen                                   |
| Edgar Amphlett | degen (m)      | 18e          | 1ste ronde groep K: 1ste kwartfinale C: 2de met 2 nederlagen halve finale A: 5de met 4 nederlagen                                                   |
| John Blake | degen (m)      | 60e          | 1ste ronde groep O: 5de met 4 nederlagen |
| Ernest Stenson-Cooke | degen (m)      | 49e          | 1ste ronde groep L: 4de met 3 nederlagen |
| Percival Dawson | degen (m)      | 60e          | 1ste ronde groep J: 5de met 4 nederlagen |
| Arthur Everitt | degen (m)      | 36e          | 1ste ronde groep I: 2de met 1 nederlaag kwartfinale B: 5de met 4 nederlagen                                                                         |
| Martin Holt | degen (m)      | 8e           | 1ste ronde groep G: 2de met 3 nederlagen kwartfinale H: 3de met 2 nederlagen halve finale D: 1ste met 2 nederlagen finale: 8ste met 0 overwinningen |
| Sydney Martineau | degen (m)      | 49e          | 1ste ronde groep M: 4de met 3 nederlagen |
| Robert Montgomerie | degen (m)      | 10e          | 1ste ronde groep H: 1ste met 1 nederlaag kwartfinale D: 2de met 2 nederlagen halve finale C: 4de met 3 nederlagen                                   |
| Edgar Seligman | degen (m)      | 6e           | 1ste ronde groep F: 1ste met 1 nederlaag kwartfinale A: 3de met 2 nederlagen halve finale B: 1ste met 0 nederlagen finale: 6de met 2 overwinningen  |
| Charles Vanderbyl | degen (m)      | 36e          | 1ste ronde groep N: 1ste kwartfinale F: 5de met 4 nederlagen                                                                                        |
| Edgar Amphlett John Blake Percival Dawson Arthur Everitt Martin Holt Sydney Martineau Robert Montgomerie Edgar Seligman | degen team (m) | Zilver       | 1ste ronde groep B: 1ste met 1 overwinning halve finale A: 2de met 2 overwinningen finale: 2de met 1 overwinning                                    |
| Gordon Alexander | floret (m)     | 25e          | 1ste ronde groep C: 1ste met 1 nederlaag kwartfinale A: 4de met 3 nederlagen                                                                        |
| Edgar Amphlett | floret (m)     | DNF          | 1ste ronde groep B: 2de met 2 nederlagen kwartfinale B: 3de met 2 nederlagen halve finale B: niet gefinisht                                         |
| Ernest Stenson-Cooke | floret (m)     | 71e          | 1ste ronde groep F: 4de met 4 nederlagen |
| Percival Dawson | floret (m)     | 71e          | 1ste ronde groep D: 5de met 4 nederlagen |
| Arthur Fagan | floret (m)     | 40e          | 1ste ronde groep E: 2de met 2 nederlagen kwartfinale F: 5de met 4 nederlagen                                                                        |
| Sydney Martineau | floret (m)     | 52e          | 1ste ronde groep G: 4de met 3 nederlagen |
| Robert Montgomerie | floret (m)     | 8e           | 1ste ronde groep M: 2de met 1 nederlaag kwartfinale G: 2de met 2 nederlagen halve finale C: 2de met 2 nederlagen finale: 8ste met 0 overwinningen   |
| Edgar Seligman | floret (m)     | 6e           | 1ste ronde groep E: 1ste met 3 overwinningen |
| Edward Brookfield | sabel (m)      | kwartfinale  | 1ste ronde groep P: 3de met 1 overwinning kwartfinale E: 5de met 3 overwinningen                                                                    |
| Harry Butterworth | sabel (m)      | kwartfinale  | 1ste ronde groep L: 3de met 1 overwinning kwartfinale B: 4de met 3 overwinningen                                                                    |
| Archibald Corble | sabel (m)      | 1ste ronde   | 1ste ronde groep N: 4de met 0 overwinningen |
| Douglas Godfree | sabel (m)      | 1ste ronde   | 1ste ronde groep H: 4de met 1 overwinningen |
| Alfred Keene | sabel (m)      | kwartfinale  | 1ste ronde groep O: 1ste kwartfinale G: 4de met 2 overwinningen                                                                                     |
| William Marsh | sabel (m)      | halve finale | 1ste ronde groep G: 3de met 1 overwinningen kwartfinale C: 3de met 2 overwinningen halve finale D: 5de met 1 overwinning                            |
| Alfred Ridley-Martin | sabel (m)      | kwartfinale  | 1ste ronde groep F: 2de met 2 overwinningen kwartfinale H: 4de met 2 overwinningen                                                                  |
| Alfred Syson | sabel (m)      | halve finale | 1ste ronde groep M: 3de met 1 overwinning kwartfinale F: 1ste met 0 overwinningen halve finale B: 3de met 0 overwinningen                           |
| Charles Vanderbyl | sabel (m)      | halve finale | 1ste ronde groep E: 1ste met 3 overwinningen kwartfinale E: 2de met 2 overwinningen halve finale C: 4de met 2 overwinningen                         |
| Edward Brookfield Harry Butterworth Archibald Corble Richard Crawshay Alfred Ridley-Martin William Marsh                | sabel team (m) | 7e           | 1ste ronde groep C: 1ste met 1 overwinning halve finale A: 4de met 0 overwinningen                                                                  |

### Schietsport
| Olympiër                                                                                 | Discipline                           | Resultaat | Prestatie   |
| ---------------------------------------------------------------------------------------- | ------------------------------------ | --------- | ----------- |
| Harold Burt                                                                              | 50m geweer liggend (m)               | Brons     | 192 punten  |
| David Griffiths                                                                          | 50m geweer liggend (m)               | 24e       | 184 punten  |
| Francis Kemp                                                                             | 50m geweer liggend (m)               | 5e        | 190 punten  |
| Edward Lessimore                                                                         | 50m geweer liggend (m)               | 4e        | 192 punten  |
| William Milne                                                                            | 50m geweer liggend (m)               | Zilver    | 193 punten  |
| Robert Murray                                                                            | 50m geweer liggend (m)               | 6e        | 190 punten  |
| Joseph Pepé                                                                              | 50m geweer liggend (m)               | 14e       | 187 punten  |
| William Pimm                                                                             | 50m geweer liggend (m)               | 10e       | 189 punten  |
| William Styles                                                                           | 50m geweer liggend (m)               | 27e       | 179 punten  |
| Harcourt Ommundsen Henry Burr Edward Skilton James Reid Edward Parnell Arthur Fulton     | militair geweer team (m)             | Zilver    | 1602 punten |
| Henry Burr                                                                               | 600m militair geweer (m)             | 10e       | 87 punten   |
| Robert Davies                                                                            | 600m militair geweer (m)             | 37e       | 78 punten   |
| Arthur Fulton                                                                            | 600m militair geweer (m)             | 9e        | 87 punten   |
| Harcourt Ommundsen                                                                       | 600m militair geweer (m)             | 7e        | 88 punten   |
| Edward Parnell                                                                           | 600m militair geweer (m)             | 18e       | 84 punten   |
| Philip Plater                                                                            | 600m militair geweer (m)             | 5e        | 90 punten   |
| James Reid                                                                               | 600m militair geweer (m)             | 13e       | 86 punten   |
| Philip Richardson                                                                        | 600m militair geweer (m)             | 33e       | 79 punten   |
| John Sedgewick                                                                           | 600m militair geweer (m)             | 31e       | 80 punten   |
| John Somers                                                                              | 600m militair geweer (m)             | 46e       | 74 punten   |
| Edward Skilton                                                                           | 600m militair geweer (m)             | 16e       | 85 punten   |
| Fleetwood Varley                                                                         | 600m militair geweer (m)             | 27e       | 81 punten   |
| Robert Davies                                                                            | 300m militair geweer 3 houdingen (m) | 39e       | 81 punten   |
| Arthur Fulton                                                                            | 300m militair geweer 3 houdingen (m) | 6e        | 92 punten   |
| Langford Lloyd                                                                           | 300m militair geweer 3 houdingen (m) | 57e       | 74 punten   |
| William McClure                                                                          | 300m militair geweer 3 houdingen (m) | 69e       | 68 punten   |
| Edward Parnell                                                                           | 300m militair geweer 3 houdingen (m) | 56e       | 75 punten   |
| Philip Plater                                                                            | 300m militair geweer 3 houdingen (m) | 86e       | 49 punten   |
| Philip Richardson                                                                        | 300m militair geweer 3 houdingen (m) | 65e       | 69 punten   |
| John Sedgewick                                                                           | 300m militair geweer 3 houdingen (m) | 38e       | 81 punten   |
| John Somers                                                                              | 300m militair geweer 3 houdingen (m) | 54e       | 75 punten   |
| Fleetwood Varley                                                                         | 300m militair geweer 3 houdingen (m) | 50e       | 76 punten   |
| Harold Burt                                                                              | 25m geweer (m)                       | 9e        | 222 punten  |
| David Griffiths                                                                          | 25m geweer (m)                       | 29e       | 192 punten  |
| Francis Kemp                                                                             | 25m geweer (m)                       | 23e       | 206 punten  |
| Edward Lessimore                                                                         | 25m geweer (m)                       | 12e       | 218 punten  |
| William Milne                                                                            | 25m geweer (m)                       | 22e       | 212 punten  |
| Robert Murray                                                                            | 25m geweer (m)                       | 5e        | 228 punten  |
| Joseph Pepé                                                                              | 25m geweer (m)                       | 4e        | 231 punten  |
| William Pimm                                                                             | 25m geweer (m)                       | 7e        | 225 punten  |
| William Styles                                                                           | 25m geweer (m)                       | 13e       | 216 punten  |
| William Pimm Joseph Pepe William Milne William Styles                                    | 25m geweer team (m)                  | Zilver    | 917 punten  |
| Hugh Durant                                                                              | 50m pistool (m)                      | 20e       | 433 punten  |
| Peter Jones                                                                              | 50m pistool (m)                      | 32e       | 417 punten  |
| Albert Kempster                                                                          | 50m pistool (m)                      | 24e       | 426 punten  |
| William McClure                                                                          | 50m pistool (m)                      | 35e       | 411 punten  |
| Horatio Poulter                                                                          | 50m pistool (m)                      | 6e        | 461 punten  |
| Charles Stewart                                                                          | 50m pistool (m)                      | Brons     | 470 punten  |
| Edward Tickell                                                                           | 50m pistool (m)                      | 45e       | 387 punten  |
| Horatio Poulter Hugh Durant Albert Kempster Charles Stewart                              | 50m pistool team (m)                 | Brons     | 1804 punten |
| William McClure                                                                          | 30m duelpistool (m)                  | 41e       | 180 punten  |
| Hugh Durant Albert Kempster Charles Stewart Horatio Poulter                              | 30m militair pistool team (m)        | Brons     | 117 punten  |
| Alfred Black                                                                             | trap (m)                             | 53e       | 11 punten   |
| John Butt                                                                                | trap (m)                             | 17e       | 218 punten  |
| John Goodwin                                                                             | trap (m)                             | 56e       | 216 punten  |
| William Grosvenor                                                                        | trap (m)                             | 16e       | 206 punten  |
| Harold Humby                                                                             | trap (m)                             | 4e        | 192 punten  |
| Alexander Maunder                                                                        | trap (m)                             | 45e       | 225 punten  |
| Charles Palmer                                                                           | trap (m)                             | 21e       | 212 punten  |
| George Pinchard                                                                          | trap (m)                             | 39e       | 231 punten  |
| George Whitaker                                                                          | trap (m)                             | 29e       | 228 punten  |
| John Butt William Grosvenor Harry Humby Alexander Maunder Charles Palmer George Whitaker | trap team (m)                        | Zilver    | 511 punten  |

### Schoonspringen
| Olympiër       | Discipline     | Resultaat | Prestatie                                                  |
| -------------- | -------------- | --------- | ---------------------------------------------------------- |
| Herbert Pott   | 3m plank (m)   | 6e        | groep 3: 4de met 73,94 punten finale: 6de met 71,45 punten |
| George Yvon    | 10m toren (m)  | 5e        | groep 3: 2de met 65,70 punten finale: 5de met 67,66 punten |
| George Yvon    | hoogduiken (m) | 15e       | groep 2: 3de met 35,20 punten                              |
|                |                |           |                                                            |
| Isabelle White | 10m toren (m)  | Brons     | groep 1: 3de met 33,90 punten finale: 3de met 34,0 punten  |

### Tennis
| Olympiër                           | Discipline                    | Resultaat | Prestatie |
| ---------------------------------- | ----------------------------- | --------- | --- |
| Herbert Barrett                    | enkelspel indoor (m)          | 9e        | 1ste ronde: vrij 2de ronde: V van SWE Setterwall: 4-6, 6-1, 6-4, 6-8, 6-4 |
| Alfred Beamish                     | enkelspel indoor (m)          | 16e       | 1ste ronde: V van FRA Germot: 6-4, 2-6, 6-4, 2-6, 4-6 |
| George Caridia                     | enkelspel indoor (m)          | 5e        | 1ste ronde: W van SWE Möller: 6-2, 7-5, 3-6, 6-4 2de ronde: W van GBR Gore: 6-2, 9-7, 7-5 kwartfinale: V van ANZ Wilding: 1-6, 2-6, 2-6                                                                                              |
| Charles Dixon                      | enkelspel indoor (m)          | Zilver    | 1ste ronde: vrij 2de ronde: W van GBR Mavrogordato: 6-2, 9-7, 4-6, 10-8 kwartfinale: W van BOH Robětín: 6-2, 6-4, 6-1 halve finale: W van ANZ Wilding: 6-0, 4-6, 6-4, 6-4 finale: V van FRA Gobert: 6-8, 4-6, 4-6                    |
| Arthur Gore                        | enkelspel indoor (m)          | 9e        | 1ste ronde: W van SWE Leffler: 7-5, 6-4, 7-5 2de ronde: V van GBR Caridia: 2-6, 7-9, 5-7 |
| Arthur Lowe                        | enkelspel indoor (m)          | 5e        | 1ste ronde: W van SWE Boström: 5-7, 6-4, 6-4, 6-4 2de ronde: W van FRA Germot: 6-4, 3-6, 6-1, 6-4 kwartfinale: V van FRA Gobert: 1-6, 1-6, 3-6                                                                                       |
| Gordon Lowe                        | enkelspel indoor (m)          | 4e        | 1ste ronde: vrij 2de ronde: W van SWE Wennergren: 6-4, 6-1, 6-4 kwartfinale: W van SWE Setterwall: 6-4, 1-6, 6-3, 8-6 halve finale: V van FRA Gobert: 4-6, 8-10, 6-2, 6-2, 2-6 bronzen finale: V van ANZ Wilding: 6-4, 2-6, 5-7, 0-6 |
| Theodore Mavrogordato              | enkelspel indoor (m)          | 9e        | 1ste ronde: vrij 2de ronde: V van GBR Dixon: 2-6, 7-9, 6-4, 8-10 |
| Herbert Barrett Arthur Gore        | dubbelspel indoor (m)         | 4e        | 1ste ronde: vrij kwartfinale: W van SWE Benckert/Boström: 7-5, 6-4, 6-1 halve finale: V van SWE Kempe/Setterwall: 6-4, 6-3, 1-6, 4-6, 3-6 bronzen finale: V van GBR Beamish/Dixon: 2-6, 6-0, 8-10, 6-2, 3-6                          |
| Alfred Beamish Charles P. Dixon    | dubbelspel indoor (m)         | Brons     | 1ste ronde: vrij kwartfinale: vrij halve finale: V van FRA Germot/Gobert: 3-6, 1-6, 2-6 bronzen finale: W van GBR Barrett/Gore: 6-2, 0-6, 10-8, 2-6, 6-3                                                                             |
| Herbert Barrett Arthur Gore        | dubbelspel indoor (m)         | 7e        | 1ste ronde: V van SWE Kempe/Setterwall: 4-6, 6-4, 8-6, 2-6, 3-6 |
| Alfred Beamish Charles P. Dixon    | dubbelspel indoor (m)         | 5e        | 1ste ronde: W van SWE Nylen/Wennergren: 9-7, 11-9, 6-2 kwartfinale: V van FRA Germot/Gobert: 6-3, 8-6, 4-6, 2-6, 3-6 |
|                                    |                               |           | |
| Francis Aitchison                  | enkelspel indoor (v)          | 5e        | 1ste ronde: vrij kwartfinale: V van DEN Castenschiold: 6-2, 2-6, 1-6 |
| Edith Hannam                       | enkelspel indoor (v)          | Goud      | 1ste ronde: vrij kwartfinale: W van SWE Arnheim: 7-5, 6-1 halve finale: W van GBR Parton: 7-5, 6-2 finale: W van DEN Castenschiold: 6-4, 6-3                                                                                         |
| Mabel Parton                       | enkelspel indoor (v)          | Brons     | 1ste ronde: W van SWE Cederschiöld: 6-0, 6-1 kwartfinale: vrij halve finale: V van GBR Hannam: 5-7, 2-6 bronzen finale: W van SWE Fick: 6-3, 6-3                                                                                     |
|                                    |                               |           | |
| Herbert Barrett Francis Aitchison  | gemengd dubbelspel indoor (m) | Zilver    | 1ste ronde: W van SWE Arnheim/Nylen: 6-2, 6-4 kwartfinale: W van DEN Castenschiold/Larsen: 6-0, 6-3 halve finale: W van SWE Fick/Setterwall: 3-6, 6-1, 6-2 finale: V van GBR Hannam/Dixon: 6-4, 3-6, 2-6                             |
| Edith Hannam Charles P. Dixon      | gemengd dubbelspel indoor (m) | Goud      | 1ste ronde: vrij kwartfinale: W van GBR Mavrogordato/Parton: 6-3, 6-0 halve finale: W van SWE Cederschiöld/Kempe: 6-2, 6-2 finale: W van GBR Barrett/Aitchison: 4-6, 6-3, 6-2                                                        |
| Theodore Mavrogordato Mabel Parton | gemengd dubbelspel indoor (m) | 5e        | 1ste ronde: W van SWE Hay/Möller: 6-3, 6-0 kwartfinale: V van GBR Hannam/Dixon: 3-6, 0-6 |

### Touwtrekken
| Olympiër | Discipline | Resultaat | Prestatie      |
| --- | ---------- | --------- | -------------- |
| Walter Chaffe Edwin Mills Joseph Dowler Alexander Munro Frederick Humphreys John Sewell Mathias Hynes John Shepherd | mannen     | Zilver    | V van SWE: 0-2 |

### Turnen
| Olympiër | Discipline               | Resultaat | Prestatie     |
| --- | ------------------------ | --------- | ------------- |
| William Cowhig | individuele meerkamp (m) | 29e       | 104,5 punten  |
| Leonard Hanson | individuele meerkamp (m) | 12e       | 121,25 punten |
| Samuel Hodgetts | individuele meerkamp (m) | 25e       | 108,5 punten  |
| Reginald Potts | individuele meerkamp (m) | 32e       | 101,75 punten |
| Charles Simmons | individuele meerkamp (m) | 28e       | 105,5 punten  |
| John Whitaker | individuele meerkamp (m) | 21e       | 111,25 punten |
| Albert Betts Charles Luck George Ross William Cowhig William MacKune Charles Simmons Sidney Cross Ronald McLean Arthur Southern Harry Dickason Alfred Messenger William Titt Herbert Drury Henry Oberholzer Charles Vigurs Bernard Franklin Edward Pepper Samuel Walker Leonard Hanson Edward Potts John Whitaker Samuel Hodgetts Reginald Potts | team (m)                 | Brons     | 36,90 punten  |

### Voetbal
| Olympiër | Discipline | Resultaat | Prestatie                                                                                       |
| --- | ---------- | --------- | ----------------------------------------------------------------------------------------------- |
| Arthur Berry Henry Littlewort Ronald Brebner Douglas McWhirter Thomas Burn Ivan Sharpe Joseph Dines Harold Stamper Ted Hanney Harold Walden Gordon Hoare Vivian Woodward Arthur Knight Gordon Wright | mannen     | Goud      | 1ste ronde: W van Hongarije: 7-0 halve finale: W van Finland: 4-0 finale: W van Denemarken: 4-2 |

### Waterpolo
| Olympiër | Discipline | Resultaat | Prestatie                                                                                   |
| --- | ---------- | --------- | ------------------------------------------------------------------------------------------- |
| Charles Sydney Smith George Cornet George Wilkinson Charles Bugbee Arthur Edwin Hill Paul Radmilovic Isaac Bentham | mannen     | Goud      | 1ste ronde: W van België: 7-5 halve finale: W van Zweden: 6-3 finale: W van Oostenrijk: 8-0 |

### Wielersport
| Olympiër                                                   | Discipline         | Resultaat | Prestatie      |
| ---------------------------------------------------------- | ------------------ | --------- | -------------- |
| George Corsar                                              | tijdrit (m)        | 86e       | 13:51.22,8     |
| Charles Davey                                              | tijdrit (m)        | 39e       | 11:47.26,3     |
| Bernard Doyle                                              | tijdrit (m)        | 85e       | 13:42.11,8     |
| Herbert Gayler                                             | tijdrit (m)        | 30e       | 11:39.01,8     |
| Arthur Gibbon                                              | tijdrit (m)        | 38e       | 11:46.00,2     |
| Arthur Griffiths                                           | tijdrit (m)        | 90e       | 14:15.24,0     |
| Frederick Grubb                                            | tijdrit (m)        | Zilver    | 10:51.24,2     |
| Francis Guy                                                | tijdrit (m)        | 71e       | 12:32.19,4     |
| William Hammond                                            | tijdrit (m)        | 22e       | 11:29.16,8     |
| Francis Higgins                                            | tijdrit (m)        | 37e       | 11:45.44,5     |
| Charles Hill                                               | tijdrit (m)        | 49e       | 11:57.56,5     |
| Stanley Jones                                              | tijdrit (m)        | 29e       | 11:36.40,6     |
| John Kirk                                                  | tijdrit (m)        | DNF       | niet gefinisht |
| Ralph Mecredy                                              | tijdrit (m)        | 80e       | 13:03.39,0     |
| Leon Meredith                                              | tijdrit (m)        | 4e        | 11:00.02,6     |
| Ernest Merlin                                              | tijdrit (m)        | 59e       | 12:16.08,6     |
| John Miller                                                | tijdrit (m)        | 35e       | 11:44.01,6     |
| Charles Moss                                               | tijdrit (m)        | 18e       | 11:23.55,8     |
| David Stevenson                                            | tijdrit (m)        | 41e       | 11:52.55,0     |
| James Stevenson                                            | tijdrit (m)        | 69e       | 12:27.50,8     |
| Arthur Stokes                                              | tijdrit (m)        | DNF       | niet gefinisht |
| Robert Thompson                                            | tijdrit (m)        | 24e       | 11:31.16,0     |
| John Walker                                                | tijdrit (m)        | 81e       | 13:15.50,2     |
| Michael Walker                                             | tijdrit (m)        | 68e       | 12:27.49,9     |
| Matthew Walsh                                              | tijdrit (m)        | 82e       | 13:31.17,0     |
| John Wilson                                                | tijdrit (m)        | 16e       | 11:21.43,0     |
| Frederick Grubb William Hammond Leon Meredith Charles Moss | ploegentijdrit (m) | Zilver    | 44:44.39,4     |
| Francis Guy Ralph Mecredy John Walker Michael Walker       | ploegentijdrit (m) | 11e       | 51:19.38,5     |
| John Miller David Stevenson Robert Thompson John Wilson    | ploegentijdrit (m) | 4e        | 46:29.55,6     |

### Worstelen
| Olympiër         | Discipline     | Resultaat      | Prestatie                                                                                 |
| Grieks-Romeins   | Grieks-Romeins | Grieks-Romeins | Grieks-Romeins                                                                            |
| ---------------- | -------------- | -------------- | ----------------------------------------------------------------------------------------- |
| Percy Cockings   | -60kg (m)      | 26e            | 1ste ronde: V van FIN Lehmusvirta 2de ronde: V van FIN Leivonen                           |
| George MacKenzie | -60kg (m)      | 24e            | 1ste ronde: W van RUS Miezits 2de ronde: V van POR Pereira                                |
| Alfred Taylor    | -60kg (m)      | 26e            | 1ste ronde: V van SWE Öberg 2de ronde: V van SWE Akesson                                  |
| Arthur Gould     | -67,5kg (m)    | 47e            | 1ste ronde: V van HUN Markus 2de ronde: niet gestart                                      |
| William Hayes    | -67,5kg (m)    | 31e            | 1ste ronde: V van RUS Kaplur 2de ronde: V van FIN Pukkila                                 |
| William Lupton   | -67,5kg (m)    | 31e            | 1ste ronde: V van NOR Frydenlund 2de ronde: V van BOH Balej                               |
| Robert Phelps    | -67,5kg (m)    | 31e            | 1ste ronde: W van SWE Björklund 2de ronde: V van SWE Lund                                 |
| William Ruff     | -67,5kg (m)    | 31e            | 1ste ronde: V van BOH Balej 2de ronde: V van NOR Frydenlund                               |
| Edgar Bacon      | -75kg (m)      | 26e            | 1ste ronde: V van FIN Asikainen 2de ronde: V van FIN Lundsten                             |
| Stanley Bacon    | -75kg (m)      | 26e            | 1ste ronde: V van RUS Polis 2de ronde: V van FIN Asikainen                                |
| Noel Rhys        | -75kg (m)      | 26e            | 1ste ronde: V van FIN Tirkkonen 2de ronde: V van AUT Totuschek                            |
| Edgar Bacon      | +82,5kg (m)    | 9e             | 1ste ronde: V van DEN Jensen 2de ronde: W van RUS Farnasts 3de ronde: V van FIN Backenius |

### Zwemmen
| Olympiër                                                   | Discipline            | Resultaat    | Prestatie                                                                        |
| ---------------------------------------------------------- | --------------------- | ------------ | -------------------------------------------------------------------------------- |
| John Derbyshire                                            | 100m vrije slag (m)   | 19e          | serie 3: 3de in 1.09,2                                                           |
| Paul Radmilovic                                            | 100m vrije slag (m)   | 14e          | serie 2: 2de in 1.10,4 kwartfinale 3: 5de in 1.19,0                              |
| Thomas Battersby                                           | 400m vrije slag (m)   | 10e          | serie 2: 1ste in 6.03,6 halve finale 1: 5de in 5.51,2                            |
| William Foster                                             | 400m vrije slag (m)   | 8e           | serie 6: 2de in 5.52,4 halve finale 1: 3de in 5.49,0                             |
| John Hatfield                                              | 400m vrije slag (m)   | Zilver       | serie 5: 2de in 5.35,6 halve finale 1: 2de in 5.25,6 finale: 2de in 5.25,8       |
| Henry Taylor                                               | 400m vrije slag (m)   | 7e           | serie 4: 2de in 5.48,4 halve finale 2: 5de in 5.48,2                             |
| Thomas Battersby                                           | 1500m vrije slag (m)  | halve finale | serie 4: 1ste in 23.58,0 halve finale 2: 4de                                     |
| William Foster                                             | 1500m vrije slag (m)  | 7e           | serie 5: 2de in 23.52,2 halve finale 2: 3de in 23.32,0                           |
| John Hatfield                                              | 1500m vrije slag (m)  | Zilver       | serie 2: 2de in 23.16,6 halve finale 1: 2de in 22.33,4 finale: 2de in 22.39,0    |
| Henry Taylor                                               | 1500m vrije slag (m)  | DNF          | serie 1: 3de in 24.06,4 halve finale 1: niet gefinisht                           |
| Herbert Haresnape                                          | 100m rugslag (m)      | halve finale | serie 4: 1ste in 1.27,0 halve finale 2: 3de in 1.26,8                            |
| Frank Sandon                                               | 100m rugslag (m)      | halve finale | serie 5: 2de in 1.31,8 halve finale 2: 4de in 1.32,2                             |
| George Webster                                             | 100m rugslag (m)      | halve finale | serie 2: 2de in 1.29,4 halve finale 1: 6de                                       |
| Carlyle Atkinson                                           | 200m schoolslag (m)   | 10e          | serie 3: 1ste in 3.12,0 halve finale 1: 5de in 3.15,2                            |
| Percy Courtman                                             | 200m schoolslag (m)   | halve finale | serie 4: 2de in 3.09,8 halve finale 2: 3de in 3.09,4 finale: 4de in 3.08,8       |
| George Innocent                                            | 200m schoolslag (m)   | DSQe         | serie 5: gediskwalificeerd                                                       |
| Percy Courtman                                             | 400m schoolslag (m)   | Brons        | serie 4: 1ste in 6.43,8 (OR) halve finale 1: 3de in 6.36,8 finale: 3de in 6.36,4 |
| George Innocent                                            | 400m schoolslag (m)   | DNF          | serie 1: 2de in 7.07,8 halve finale 2: niet gefinisht                            |
| Thomas Battersby William Foster Jack Hatfield Henry Taylor | 4x200m vrije slag (m) | Brons        | serie 1: 3de in 10.39,4 finale: 3de in 10.28,6                                   |
|                                                            |                       |              |                                                                                  |
| Daisy Curwen                                               | 100m vrije slag (v)   | DNF          | serie 2: 1ste in 1.23,6 (OR) halve finale 1: 2de in 1.26,8 finale: niet gestart  |
| Jennie Fletcher                                            | 100m vrije slag (v)   | Brons        | serie 2: 2de in 1.26,6 halve finale 2: 2de in 1.27,2 finale: 3de in 1.27,0       |
| Mary Langford                                              | 100m vrije slag (v)   | 8e           | serie 3: 2de in 1.28,0 halve finale 1: 5de in 1.29,2                             |
| Belle Moore                                                | 100m vrije slag (v)   | 7e           | serie 1: 1ste in 1.29,8 (OR) halve finale 1: 4de in 1.27,4                       |
| Annie Speirs                                               | 100m vrije slag (v)   | 5e           | serie 5: 2de in 1.25,6 halve finale 1: 3de in 1.27,0 finale: 5de in 1.27,4       |
| Irene Steer                                                | 100m vrije slag (v)   | DSQ          | serie 4: 2de in 1.27,2 halve finale 2: gediskwalificeerd                         |
| Jennie Fletcher Belle Moore Annie Speirs Irene Steer       | 4x100m vrije slag (v) | Goud         | 5.52,8 (WR)                                                                      |

Australazië · België · Bohemen · Canada · Chili · Denemarken · Duitsland · Egypte · Finland · Frankrijk · Griekenland · Groot-Brittannië · Hongarije · IJsland · Italië · Japan · Luxemburg · Nederland · Noorwegen · Oostenrijk · Portugal · Rusland · Servië · Turkije · Verenigde Staten · Zuid-Afrika · Zweden · Zwitserland